# Casa Torres (Sant Cugat del Vallès)
La Casa Torres o cases adossades d'Àngel Carrión és un xalet de Collserola del municipi de Sant Cugat del Vallès (Vallès Occidental) que forma part de l'Inventari del Patrimoni Arquitectònic de Catalunya.

## Descripció
És un edifici de planta rectangular molt senzilla. El més interessant és la rica i imaginativa composició de relleus, finestres, falsos arcs i rosetons que recorden l'obra de l'arquitecte Balcells. Consta de planta baixa, primer i segon pis. Al primer pis s'han obert terrasses que envolten l'edifici.